# Condylanthus magellanicus
Condylanthus magellanicus är en havsanemonart som beskrevs av Oscar Henrik Carlgren 1898. Condylanthus magellanicus ingår i släktet Condylanthus och familjen Condylanthidae. Inga underarter finns listade i Catalogue of Life.